# Mézières-sur-Couesnon
Mézières-sur-Couesnon é uma comuna francesa na região administrativa da Bretanha, no departamento Ille-et-Vilaine. Estende-se por uma área de 24,45 km². Em 2010 a comuna tinha 1 810 habitantes (densidade: 74 hab./km²).